# مقاطعة فيروزة
مقاطعة فيروزة (بالفارسية: شهرستان فیروزه) هي مقاطعة تقع في خراسان رضوي في إيران. يقدر عدد سكانها بـ 49,823 نسمة .